# Spleźnia
Spleźnia (730 m) – mało wybitny szczyt Beskidu Wyspowego. Znajduje się na długim grzbiecie ciągnącym się od Modyni w południowo-wschodnim kierunku przez Jasieńczyk, Klończyk i Spleźnię do Stymbereka. Spleźnia znajduje się w widłach potoku Jastrzębik i jego prawego dopływu. Wznosi się w granicach wsi Jastrzębie (stoki południowe i wschodnie) i Młyńczyska (stoki północne). Jest całkowicie porośnięty lasem i nie prowadzi przez niego żaden znakowany szlak turystyki pieszej, można jednak przejść jego grzbietem leśnymi drogami. Z należących do miejscowości Jastrzębie polan i dość wysoko wznoszących się na południowe stoki Spleźni pół uprawnych osiedli Sikorzec i Zakicznie rozciąga się dobra panorama widokowa obejmująca Pasmo Lubania, Pasmo Radziejowej i Pasmo Jaworzyny, dolinę Dunajca i pobliskie wzniesienie Herby (Czarny Las). Od południa panoramę widokową zamykają Tatry.